# Douarnenez
Douarnenez és una comuna bretona del departament de Finisterre a Bretanya (Estat francès). L'any 2006 tenia 15.608 habitants. El 22 de desembre de 2004 el consell municipal va aprovar la carta Ya d'ar brezhoneg. A l'inici del curs 2007 el 6,9% dels alumnes del municipi eren matriculats a la primària bilingüe.

## Geografia
Es tracta alhora d'un important port pesquer i esportiu. El gentilici dels seus habitants és, en francès Douarnenistes, encara que se'ls atorga igualment el sobrenom (especialment a les dones) de Penn sardine, fent referència a la còfia que duen les dones i que s'assembla a un cap de sardina (penn significa cap en bretó). La comuna es va ampliar el 1945, fusionant-se amb les comunes veïnes de Ploaré, Pouldavid-sud-Mer i Tréboul.

## Demografia
| 1962                                       | 1968   | 1975   | 1982   | 1990   | 1999   |  |
| ------------------------------------------ | ------ | ------ | ------ | ------ | ------ |  |
| 19.887                                     | 19.705 | 19.096 | 17.653 | 16.457 | 15.827 |  |
| Des de 1962: població sense dobles comptes |        |        |        |        |        |  |

## Administració
| Període   | Identitat                  | Partit        |
| --------- | -------------------------- | ------------- |
| 1949-1951 | Joseph Trocme              |               |
| 1951      | Charles Féjean             |               |
| 1951-1959 | Marcel Arnous des Saulsays |               |
| 1959-1965 | Henri Mottier              |               |
| 1965-1967 | Georges-Camille Réaud      |               |
| 1967-1971 | Jean-Claude Dubourg        |               |
| 1971-1996 | Michel Mazéas              | PCF           |
| 1996-1997 | Joseph Trétout             |               |
| 1997-2001 | Jocelyne Poitevin          | Divers droite |
| 2001-2008 | Monique Prévost            | Divers gauche |
| 2008-     | Philippe Paul              | UMP           |

## Galeria
|  |  |  |

## Personatges il·lustres
- Emile Chevé (1804 - 1864), compositor i metge
- Ronan Pensec (1963), ciclista
- Nolwenn Korbell, cantant i actriu
- Bob Sinclar, músic

## Agermanaments
- Falmouth (Aberfal), Cornualla
- Rashidiye, campament palestí al Líban